# Roman Ciesielski

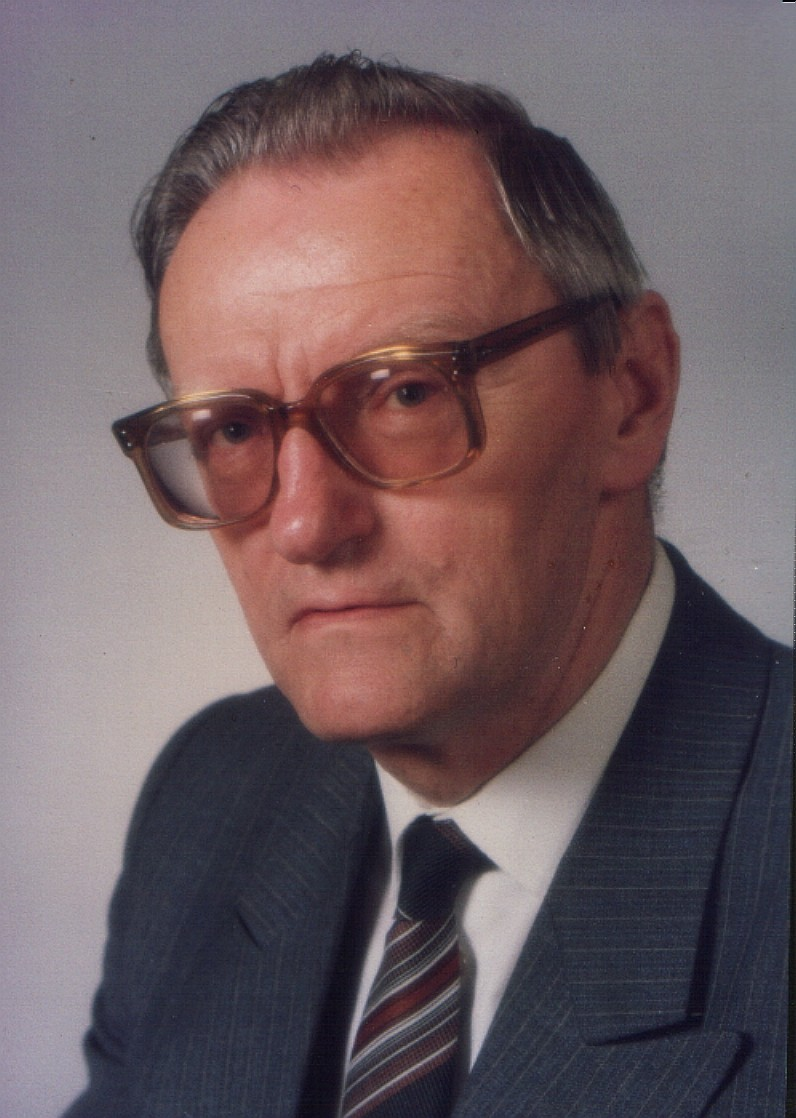
Roman Ciesielski

Roman Ciesielski (* 4. November 1924 in Krakau; † 9. Juni 2004 in Breslau) war ein polnischer Bauingenieur.

## Leben
Im Zweiten Weltkrieg musste er den Besuch der höheren Schule abbrechen und absolvierte eine Tiefbau-Ausbildung. Ab 1943 war er Facharbeiter bei Hochtief-Hahn in Krakau, beteiligte sich auch am Widerstand, wofür er 1944 das polnische Tapferkeitskreuz erhielt. Nach dem Krieg holte er den Schulabschluss nach und studierte Bauingenieurwesen an der Bergbauakademie in Krakau und nach Gründung des Polytechnikums an diesem. 1947 wurde er Assistent am Lehrstuhl für Baustatik und 1948 erhielt er sein Diplom. Danach entwarf er in der Bauindustrie unter anderem bis 300 Meter hohe Schornsteine. 1958 wurde er am Polytechnikum über Dynamik von Stabsystemen in Krakau promoviert und 1961 in Baudynamik habilitiert. 1963 wurde er außerordentlicher und 1975 ordentlicher Professor am Polytechnikum. 1981/82 war er Rektor. Ciesielski war international gut vernetzt und organisierte viele Tagungen.
Er befasste sich mit Baudynamik, in der er dynamische Einflussskalen, den sogenannten Ciesielski-Skalen, einführte und die Ausbreitung von Schwingungen zum Beispiel von Explosionen oder Eisenbahnverkehr im Boden untersuchte – er bezeichnete dies als „paraseismisch“. Außerdem befasste er sich mit turmartigen Bauwerken wie Industrieschornsteinen, zugbeanspruchten Konstruktionen, Maschinenfundamenten und Brücken.
1971 wurde er Mitglied der Polnischen Akademie der Wissenschaften, in deren Präsidium er 1987 bis 1996 war. Er war lange Jahre in der Leitung des Polnischen Verbandes der Bauingenieure und Techniker (PZITB), die nach seinem Tod ihm zu Ehren eine Ciesielski-Medaille stifteten.

## Schriften
- Behälter, Bunker, Silos, Schornsteine, Fernsehtürme und Freileitungsmaste. Ernst und Sohn, 1970